# Notropis nubilus
Notropis nubilus är en fiskart som först beskrevs av Stephen Alfred Forbes, 1878.  Notropis nubilus ingår i släktet Notropis och familjen karpfiskar. Inga underarter finns listade i Catalogue of Life.